# Ліцензія на провадження страхової діяльності
Ліцензія на провадження страхової діяльності — документ, що засвідчує право її власника на проведення страхової діяльності на території України при дотриманні ним умов та вимог, обумовлених при видачі ліцензії.

## Особливості ліцензування страхової діяльності в Україні
В Україні ліцензія на проведення страхової діяльності не має обмежень по терміну дії. Ліцензії видаються на проведення добровільного та обов'язкового особистого, майнового страхування, а також страхування відповідальності і перестрахування.
Кабінет Міністрів України встановлює розмір плати за видачу ліцензій на проведення конкретних видів страхування.

## Умови отримання ліцензії на провадження страхової діяльності
Для ліцензування страхової діяльності необхідні такі документи:

- заяву на отримання ліцензії;
- копії установчих документів та копія свідоцтва про реєстрацію;
- довідки банків або висновки аудиторських фірм (аудиторів), що підтверджують розмір сплаченого статутного фонду;
- довідка про фінансовий стан засновників страховика, підтверджена аудитором(аудиторською фірмою), якщо страховик створений у формі повного чи командитного товариства або товариства з додатковою відповідальністю;
- правила (умови) страхування;
- економічне обґрунтування запланованої страхової (перестрахувальної) діяльності;
- інформація про учасників страховика, голову виконавчого органу та його заступників, копія диплома голови виконавчого органу страховика або його першого заступника про вищу економічну або юридичну освіту, копія диплома головного бухгалтера страховика про вищу економічну освіту, інформація про наявність відповідних сертифікатів у випадках, передбачених Уповноваженим органом.

Уповноважений орган зобов'язаний розглянути заяву страховика про видачу йому ліцензії у строк, що не перевищує 30 календарних днів з часу одержання всіх необхідних документів.